# Цна (притока Оки)
Цна — річка в Московській області Росії, ліва притока річки Оки. Витік знаходиться у заболоченому лісі на схід від селища Шуве (у минулому Красний Ткач) Єгорієвського району, впадає в Оку поблизу села Дєдінове. У верхів'ї перекрита декількома греблями, що утворюють численні стави для розведення риби та Шалахівське водосховище. Нижче за течією правий беріг щільно заселений та безлісий. На низькому лівому березі переважають заплавні луки, вкриті мережею осушувальних канав. Притоки: Бєлавинка, Устинь, Литівка, Тетерівка, Панюшенка, Чорна (ліва притока), Чорна (права притока), Люблівка.

## Гідрологія
Довжина 104 км. Рівнинного типу. Живлення переважно снігове. Цна замерзає в листопаді — початку грудня, розкривається наприкінці березня — квітні.

## Туризм та відпочинок
Байдарники ходять по Цні від села Жабки. Піші туристи зрідка проходять по середній течії Цни, прокладаючи маршрут з річки Бєлавінки до річки Литівки (що протікає у с. Купліям).